# 富兰克林·马赛厄斯
富兰克林·汤普森·马赛厄斯（英語：Franklin Thompson Matthias，1908年3月13日—1993年12月3日）是一位美国的土木工程师，在二战期间主持建造了曼哈顿计划的核心设施汉福德区。